# Mathewsia peruviana
Mathewsia peruviana är en korsblommig växtart som beskrevs av Otto Eugen Schulz. Mathewsia peruviana ingår i släktet Mathewsia och familjen korsblommiga växter. Inga underarter finns listade i Catalogue of Life.